# Symplegma viride
Symplegma viride är en sjöpungsart som beskrevs av William Abbott Herdman 1886. Symplegma viride ingår i släktet Symplegma och familjen Styelidae. Inga underarter finns listade i Catalogue of Life.